# Prævalens
Prævalens eller forekomst er et begreb som anvendes i epidemiologi og statistik. Den udtrykker andelen (proportionen) af en befolkning med en bestemt tilstand (ofte en sygdom) ud af den samlede population, som undersøges på et bestemt tidspunkt eller tidsperiode. Fraktionen af den syge befolkning angives ofte i procent eller tilfælde pr. 10.000 eller 100.000 personer.
Et relateret begreb er incidens.